# John Freeman (Journalist)

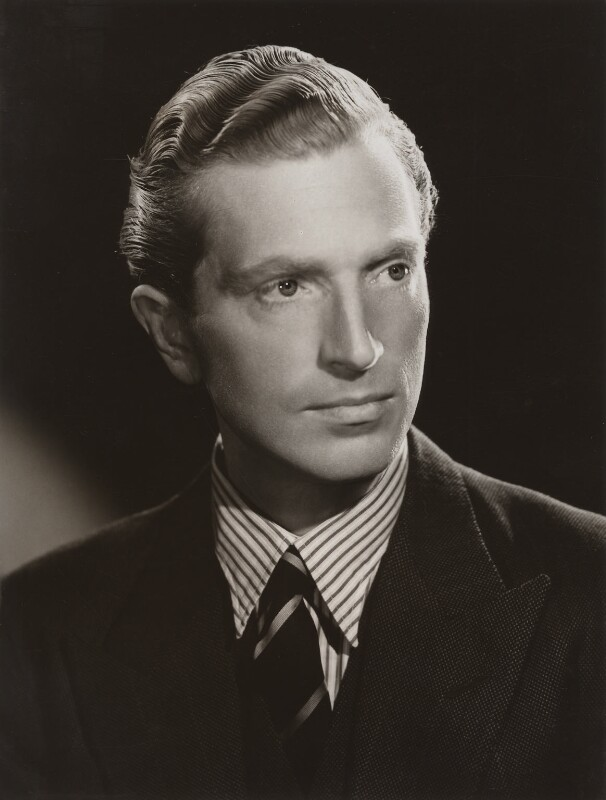
John Freeman

John Freeman PC MBE (* 19. Februar 1915 in London; † 20. Dezember 2014) war ein britischer Politiker der Labour Party, Diplomat, Offizier und Journalist, der zehn Jahre lang den Wahlkreis Watford als Abgeordneter im House of Commons vertrat, mehrmals Juniorminister, Botschafter in den USA sowie Hochkommissar in Indien war. Große Bekanntheit erreichte er als Moderator und wurde für die Interviews in seiner BBC-Sendung Face to Face in den 1960er Jahren gefeiert.

## Leben

### Studium und Zweiter Weltkrieg
Freeman, Sohn des bekannten und exzentrischen Barrister Horace Freeman, absolvierte nach dem Besuch der Westminster School ein Studium im Fach Klassische Altertumswissenschaften am Brasenose College der University of Oxford und gab in der Zeit die Oxforder Studentenzeitung Cherwell heraus.
Im Anschluss arbeitete er als Werbetexter und trat während des Zweiten Weltkrieges 1940 als Soldat in die Coldstream Guards ein und wechselte 1941 als Leutnant zur Rifle Brigade. In den folgenden Jahren nahm er als Angehöriger der 7th Armoured Division, den sogenannten „Wüstenratten“ (‚Desert Rats‘), an der ersten und zweiten Schlacht von El Alamein 1942, der Operation Avalanche im September 1943 und der Operation Overlord im Juni 1944 teil und war zuletzt in Hamburg stationiert. Für seine Verdienste wurde er 1943 Mitglied des Order of the British Empire (MBE) und zuletzt zum Major befördert.

### Unterhausabgeordneter und Juniorminister
Nach Kriegsende wurde Freeman, ein überzeugter Sozialist, bei den Unterhauswahlen vom 5. Juli 1945 als Kandidat der Labour Party erstmals zum Abgeordneten des House of Commons gewählt, wobei es ihm gelang den amtierenden Abgeordneten des Wahlkreises Watford, William Helmore von der Conservative Party, zu schlagen. Der neue Premierminister Clement Attlee wählte den jungen Abgeordneten zum Vortrag der Loyalitätsadresse nach der Eröffnungsrede (Gracious Speech) durch König Georg VI. Bei der Rede trug er seine Majors-Uniform der Desert Rats und rührte den bisherigen Premierminister Winston Churchill zu Tränen, der ihm anschließend im Raucherzimmer des Parlamentsgebäudes gratulierte.
Kurz darauf wurde Freeman zunächst Parlamentarischer Privatsekretär eines Ministers und danach 1946 Finanzsekretär des Kriegsministeriums (Financial Secretary to the War Office), ehe er 1947 Unterstaatssekretär beziehungsweise Parlamentarischer Sekretär im Versorgungsministerium (Ministry of Supply) wurde. Als solcher war er zuständig für das Gesetzgebungsverfahren zur Verstaatlichung der britischen Stahlindustrie. Seine dazugehörende Rede führte zur Wende in der zweiten Lesung zu diesem hart umkämpften Gesetzesvorhaben und brachte ihm Anerkennung auch bei der konservativen Opposition ein.
Am 23. April 1951 trat Freeman zusammen mit Arbeitsminister Aneurin Bevan und Handelsminister Harold Wilson von seinem Regierungsamt wegen der von Schatzkanzler Hugh Gaitskell veranlassten Kürzungen bei der staatlichen Gesundheitsbehörde NHS (National Health Service) zurück. Während Bevan und Wilson die Kürzungen bei Hilfsmitteln wie Brillen und Gebissen kritisierten, richtete Freeman seine Hauptkritik auf die Aufrüstung der British Army wegen des Koreakrieges, die Gaitskells Haushaltsentwurf beeinflusste.
In den parteiinternen Auseinandersetzungen nach der Niederlage der Labour Party bei den Wahlen vom 25. Oktober 1951 war Freeman sowohl die intellektuelle treibende Kraft als auch der Organisator der rund vierzig abweichlerischen Abgeordneten. Bevan sagte über ihn zu dieser Zeit: „Er ist der einzige von uns, der wirklich gefährlich ist“ (‚He is the only one of us who is really dangerous‘). Allerdings entschied er sich vier Jahre später nicht erneut zu den Wahlen am 26. Mai 1955 anzutreten und schied nach zehnjähriger Abgeordnetentätigkeit aus dem House of Commons aus.

### Chefredakteur der WochenzeitungNew Statesmanund Moderator der BBC-SendungFace to Face
Nach seinem Ausscheiden aus dem Unterhaus begann Freeman seine journalistische Laufbahn 1955 als stellvertretender Chefredakteur der linkspolitischen Wochenzeitung New Statesman, ehe er 1960 als Nachfolger von Kingsley Martin Chefredakteur dieser Wochenzeitung wurde. Dabei setzte er sich gegen seinen Parteifreund Richard Crossman durch, der allerdings 1970 doch noch diese Funktion einnehmen sollte. Wenngleich seine Artikel zuweilen hochtrabend waren, wie bereits das Pseudonym Flavus für seine Kolumne zeigte, war er ein guter Organisator, der Ordnung in die redaktionellen Angelegenheiten des Journals brachte. Obwohl zahlreiche Sozialisten kritisierten, dass Freeman den New Statesman inhaltlich dem rechten Flügel der Labour Party annäherte, stieg während seiner bis 1965 dauernden Tätigkeit als Herausgeber und Chefredakteur die Auflage der Wochenzeitung auf die Rekordmarke von 90.000 Exemplaren. Nachfolger als Chefredakteur wurde 1965 Paul Johnson.
Neben der Tätigkeit für den New Statesman erreichte er große Bekanntheit als Moderator der BBC-Sendung Face to Face und wurde für die dortigen Interviews in den 1960er Jahren gefeiert. Darin schuf er einen neuen und nach wie vor einzigartigen Interviewstil, in dem er immer – außer beim Interview mit dem Psychiater Carl Gustav Jung – mit dem Rücken zur Kamera saß, verborgen für den Zuschauer, seine Augen auf seinen Gesprächspartner fokussiert und die Wahrheit mit einer flachen, emotionslosen Stimme sondierend. Zu seinen Gesprächspartnern gehörten Persönlichkeiten wie Bertrand Russell, Edith Sitwell, Cecil Beaton, Evelyn Waugh, John Reith, 1. Baron Reith, Henry Moore, Augustus John, Martin Luther King, John Huston, John Osborne, Adam Faith und Tony Hancock. Die Interviews erreichten auch bei Jahrzehnte später erfolgenden Wiederholungen große Beachtung aufgrund des scharfen Intellekts und der sorgfältigen Recherche Freemans zu den unterschiedlichen Personen aus Politik und Fernsehen.

### Hochkommissar in Indien und Botschafter in den USA
Zu seiner Überraschung wurde Freeman 1965 von Premierminister Harold Wilson gebeten, als Nachfolger von Paul Gore-Booth das Amt des Hochkommissars in Indien zu übernehmen. Diese Bitte war teilweise von dem Gedanken beeinflusst, dass der bisherige Chefredakteur des New Statesman eine gute Beziehung zu der Generation indischer Intellektueller aufbauen könnte, die teilweise ihre Bildung in Großbritannien erhalten hatten. Allerdings musste er sich unmittelbar nach seiner Ankunft in Indien mit den praktischen Realitäten des Subkontinents auseinandersetzen, da Wilson zuvor die indische Regierung erbost hatte, nachdem dieser mit Pakistan in dem Konflikt zwischen diesen beiden Ländern zu sympathisieren schien, was im indischen Parlament zu Forderungen führte, aus dem Commonwealth of Nations aus zutreten. Seine ruhige Diplomatie trug dazu bei, diesen Konflikt zwischen Indien und Großbritannien zu entspannen. 1966 wurde er auch zum Mitglied des Privy Council ernannt und bekleidete das Amt des High Commissioner in Indien bis zu seiner Ablösung durch Morrice James 1968.
Im Anschluss erhielt er 1969 seine Akkreditierung als Botschafter in den USA, wo er Nachfolger von Patrick Dean wurde. Seine Entsendung nach Washington, D.C. erfolgte vor dem Hintergrund, dass in der britischen Labour-Regierung ein Wahlsieg des Demokraten Hubert H. Humphrey bei den US-Präsidentschaftswahlen 1968 erwartet worden war. Tatsächlich gewann jedoch der Republikaner Richard Nixon, den Freeman während der Präsidentschaftswahlen 1964 in einem Artikel im New Statesman als „einen diskreditierten und altmodischen Verkäufer des Irrationalen und Ineffektiven“ angegriffen hatte und dessen Niederlage „ein Sieg für den Anstand“ sei. Dies führte letztendlich dazu, dass das bis dahin herzliche US-amerikanisch-britische Verhältnis abkühlte. Gleichwohl pflegte Freeman gute Beziehungen zu Henry Kissinger, dem Sicherheitsberater von Präsident Nixon.
Nach dem Wahlsieg der Conservative Party bei den Unterhauswahlen vom 18. Juni 1970 wurde Freeman zwar von Außenminister Alec Douglas-Home gebeten, auf dem Botschafterposten in den USA zu verbleiben, lehnte dies jedoch ab. Sein Nachfolger wurde daraufhin 1971 Rowland Baring, 3. Earl of Cromer, der frühere Gouverneur der Bank of England.

### Fernsehintendant, Hochschullehrer und Privatleben
Stattdessen wurde Freeman 1971 Vorstandsvorsitzender und Chief Executive Officer (CEO) von London Weekend Television LWT, ein Fernsehsender, der sich zu der Zeit in ernsten finanziellen Schwierigkeiten befand. Während seiner dortigen bis 1984 dauernden Tätigkeit gelang es ihm, den Sender umzubauen. Während dieser Zeit war er auch Vorstandsvorsitzender der Nachrichtensparte von Independent Television (ITV), Gouverneur des British Film Institute sowie Vizepräsident der Royal Television Society.
Anschließend war er von 1985 bis 1990 noch Gastprofessor für Internationale Beziehungen an der University of California, Davis.
Freeman war vier Mal verheiratet und Vater von sechs Kindern. Seine 1938 geschlossene Ehe mit Elizabeth Johnson wurde 1948 aufgelöst. Kurz darauf heiratete er 1948 in zweiter Ehe Margaret Kerr, die 1957 verstarb. In dritter Ehe heiratete er 1962 Catherine Dove, mit der er zwei Söhne und eine Tochter hatte. Zwischenzeitlich unterhielt er eine Liebesbeziehung zu der irischen Schriftstellerin
Edna O’Brien, die darüber 1968 die Kurzgeschichte The Love Object schrieb. Darin ist die Frau wütend über die Angewohnheit des Mannes, seine Hosen so präzise zu falten, ehe er mit ihr ins Bett geht. Catherine Dove war zuvor Mitarbeiterin von Thames Television und mit dem langjährigen BBC-Korrespondenten in Washington, Charles Wheeler, verheiratet. Dieser war noch während der Tätigkeit Freemans als Botschafter in den USA auf diesem Posten. Nachdem die Ehe zwischen Freeman und Catherine Dove 1976 geschieden wurde, heiratete er zuletzt Judith Mitchell, die während der Botschafterzeit in den USA Sekretärin des Botschafterpaares war. Aus dieser Ehe gingen zwei Töchter hervor.